# Tuyệt cú
Tuyệt cú (絕句) còn gọi là tiệt cú, đoạn cú, tuyệt thi là thể thơ lưu hành từ thời nhà Đường, làm theo lối thơ luật hay thơ cổ, cứ bốn câu một giải. Thường gặp nhất có bài gồm một giải hoặc hai giải: tiền giải và hậu giải, ngoài ra thơ cổ trường thiên thì các giải này không nhất định. Nhân dựa vào lối thơ luật mà bài thơ tuyệt cú ngắt ra bốn câu có từ hai đến ba vần bằng thì gọi là tuyệt cú thể luật, vận vần trắc mà không theo niêm luật thì gọi là tuyệt cú thể cổ.
Hai thể loại chủ yếu của thể tuyệt cú là Ngũ ngôn tuyệt cú và Thất ngôn tuyệt cú (đặc biệt là Ngũ ngôn tứ tuyệt và Thất ngôn tứ tuyệt).
Một bài thơ tuyệt cú thể luật có thể lấy (ngắt, tuyệt) từ một bài thơ thất luật hay ngũ luật nhưng phải theo quy tắc sau:
- Lấy đề, thực làm một bài, thì phải có ba vần và hai câu thực phải đối nhau.
- Lấy đề, luận làm một bài thì phải có ba vần và hai câu luận đối nhau.
- Lấy đề, kết làm một bài thì phải có ba vần và không cần đối nhau.
- Lấy luận, kết làm một bài thì phải có hai vần và hai câu luận phải đối nhau.
- Lấy thực, luận làm một bài thì phải có hai vần và trong bốn câu đều phải có đối.

Giang thôn tức sự của Tư Không Thự là một thí dụ:
Bãi điếu quy lai bất hệ thuyền
Giang thôn nhật lạc chính kham miên
Túng thiên nhất dạ phong xuy khứ
Chỉ tại lô hoa thiển thủy biên
Một bài tuyệt cú thể cổ không cần theo luật này và thường vận vần trắc, và các giải cũng ngẫu hứng không nhất định.
Xuân hiểu của Mạnh Hạo Nhiên là một ví dụ:
Xuân miên bất giác hiểu
Xứ xứ văn đề điểu
Dạ lai phong vũ thanh
Hoa lạc tri đa thiểu?
Thơ tuyệt cú lấy lời nói gần, hàm súc mà tình xa, ý sâu làm trọng. Ngôn ngữ uyển chuyển, biến hoá ở câu thơ thứ ba, nếu chỗ chuyển này mềm mại sẽ giữ được huyết mạch của toàn bài và làm cho câu cuối cùng hoặc vút lên cao ngất hoặc trôi đi như thuyền thuận nước...
Trong Đường thi, tuyệt cú là một thể thơ được ưa chuộng vì thể Cổ phong đề cao phải khởi chỗ diểu nhiên, kết chỗ du nhiên; thể Luật quá khuôn phép, gò bó. Thi nhân đời Đường làm thơ theo thể tuyệt cú có thể bày biện được chỗ khoáng đạt trong lòng  mà vẫn giữ được vẻ cổ kính, phiêu nhiên, cao nhã là đặc trưng của thời đại thi ca này.